# Рокдейл (округ, Джорджія)
Шаблон:StateAbbr_ 33°39′ пн. ш. 84°02′ зх. д. / 33.65° пн. ш. 84.03° зх. д.
Округ  Рокдейл (англ. Rockdale County) — округ (графство) у штаті  Джорджія, США. Ідентифікатор округу 13247.

## Історія
Округ утворений 1870 року.

## Демографія
За даними перепису 
2000 року 
загальне населення округу становило 70111 осіб, зокрема міського населення було 59473, а сільського — 10638.
Серед мешканців округу чоловіків було 34845, а жінок — 35266. В окрузі було 24052 домогосподарства, 18883 родин, які мешкали в 25082 будинках.
Середній розмір родини становив 3,2.
Віковий розподіл населення поданий у таблиці:
| Стать    | До 15 років | 15-21 | 22-29 | 30-39 | 40-49 | 50-65 | 65-85 | Понад 85 |
| -------- | ----------- | ----- | ----- | ----- | ----- | ----- | ----- | -------- |
| Чоловіки | 8102        | 3826  | 3526  | 5350  | 5769  | 5569  | 2531  | 172      |
| Жінки    | 7660        | 3459  | 3102  | 5654  | 6011  | 5627  | 3301  | 452      |

## Суміжні округи
- Гвіннетт — північ
- Волтон — північний схід
- Ньютон — схід
- Генрі — південний захід
- Декальб — захід

## Виноски
1. ↑  U.S. Decennial Census. United States Census Bureau. Процитовано 25 червня 2014.
2. ↑  Historical Census Browser. University of Virginia Library. Архів оригіналу за 11 серпня 2012. Процитовано 25 червня 2014.
3. ↑  Population of Counties by Decennial Census: 1900 to 1990. United States Census Bureau. Процитовано 25 червня 2014.
4. ↑  Census 2000 PHC-T-4. Ranking Tables for Counties: 1990 and 2000 (PDF). United States Census Bureau. Процитовано 25 червня 2014.
5. ↑  State & County QuickFacts. United States Census Bureau. Архів оригіналу за 20 лютого 2016. Процитовано 25 червня 2014.(англ.) Наведено за англійською вікіпедією.
6. ↑  American FactFinder. Бюро перепису населення США. Архів оригіналу за 26 лютого 2012. Процитовано 31 січня 2008.

| США | Це незавершена стаття з географії США. Ви можете допомогти проєкту, виправивши або дописавши її. |